# 王玉川 (中医学家)
王玉川（1923年9月—2016年4月1日），男，汉族，上海奉贤人，中国中医学家，北京中医药大学主任医师、教授，第一届国医大师，第五、六、七、八届全国政协委员。